# Buccinulum ponsonbyi
Buccinulum ponsonbyi is een slakkensoort uit de familie van de Buccinidae. De wetenschappelijke naam van de soort is voor het eerst geldig gepubliceerd in 1889 door Sowerby III.